# Catostomus commersonii
Espèce
Le meunier noir, Catostomus commersoni, est une espèce de poissons d'eau douce de la famille des Catostomidae. Il est originaire des cours d'eau de l'Amérique du Nord, du nord du Labrador à la Géorgie et le sud du Nouveau-Mexique.

## Description
Il s'agit d'un long poisson avec les côtés et le dos de couleur vert foncé, gris, cuivre, marron, ou noir et un ventre clair. Adulte, il mesure entre 30 et 50 cm de long et pèse entre 0,5 et 1 kg. Il mange à peu près tout ce qu'il peut, mais le plus souvent de petits invertébrés et des végétaux. Des plus grands prédateurs tels que le doré, la truite, l'achigan, le grand brochet, le poisson-chat ou le maskinongé peuvent le chasser.
Un poisson très commun, le meunier noir n'est généralement pas pêché pour la nourriture, même si certains le jugent bon à manger. Il est le plus souvent utilisé comme appât, les jeunes sont vendus comme vairons. Quand il est consommé par les humains, il est généralement traité et vendu sous le nom de mulet. Le meunier noir est souvent confondu avec le meunier rouge, Catostomus catostomus. Cependant, le meunier noir possède un museau plus arrondi, presque carré ainsi que des écailles nettement plus grosses que le meunier rouge.

## Habitat
Son habitat est très variable (ruisseaux, rivières, étangs, lacs, fonds rocheux ou vaseux, avec ou sans végétation). Contrairement au meunier rouge, il évite les eaux profondes. 

## Fraie
La période de la fraie se situe de mai jusqu'au début du mois de juin - juste après le meunier rouge - et a préférablement lieu sur de petits cours d'eau à courant modéré. Les femelles pondent de 18 000 à 50 000 œufs, dispersés sur le gravier. 

## Record
Le record officiel de pêche est un meunier noir de 3,29 kg capturé en 1978 au Wisconsin.